# Société académique du Touquet-Paris-Plage
La Société académique du Touquet-Paris-Plage, créée en 1906 sous le nom de Société académique de Paris-Plage, est une société savante qui rassemble et répertorie les archives locales et veille à leur conservation.

## Localisation

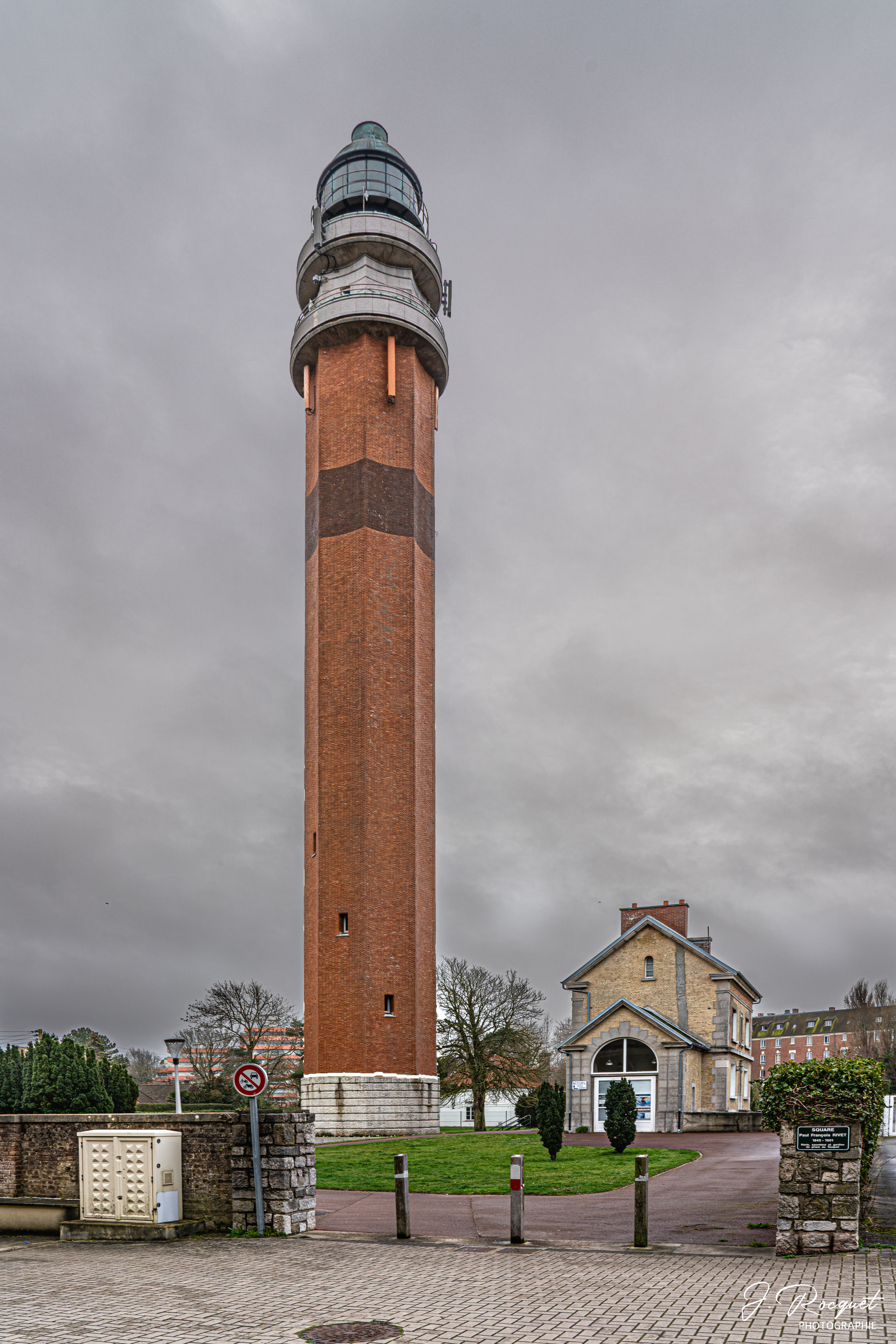
Les bureaux de la Société académique du Touquet-Paris-Plage au pied du phare du Touquet.

La Société académique a ses bureaux situés dans l'ancienne maison du maître de phare qui se trouve au pied du phare de la Canche, dans le square Paul-Rivet.

## Historique

### 1906, l'année de la création
Le 3 juillet 1906 Maurice Garet, fils de Léon Garet, propose à quelques amis de se réunir pour constituer une Société académique, afin de rassembler et répertorier des archives locales et de veiller à leur conservation, il adresse, à un certain nombre de personnalités paris-plageoises, la lettre circulaire suivante :

« Amiens, 3 juillet 1906.
Monsieur,
Paris-Plage fêtera en 1907 ses vingt-cinq ans d'existence.
En ce quart de siècle, son évolution aura été complète. Rien ne manquera à la nouvelle ville.
Aussi pour enregistrer le passé, pour préparer l'avenir, ne faut-il pas qu'à la date de ce jubilé soit présente une société académique locale, solidement établie et dont le rôle est devenu indispensable ?
Je viens vous proposer de constituer cette société Fiat lux, fiat urbs !
Vous trouverez ci-inclus un projet de statuts.
La réunion constitutive aura lieu à Amiens, 30 rue Victor-Hugo, lundi 9 juillet, à 3 heures.
Je vous serais reconnaissant de vouloir bien y assister, ou m'adresser avant cette date :
1. vos observations sur le projet de statuts
2. une liste des personnes susceptibles d'être choisies pour faire partie des vingt-cinq membres titulaires.

Veuillez croire, Monsieur, à mes sentiments les plus distingués.
Maurice Garet Avoué près la Cour d'Appel, 30 rue Victor-Hugo Amiens »

Le 9 juillet 1906, Maurice Garet, l'un des premiers habitants du Touquet, crée la Société académique de Paris-Plage dont la devise était colligite ne peerant (recueillez les souvenirs de peur qu'ils ne périssent). Son président et secrétaire perpétuel est alors Maurice Garet, son vice-président Édouard Lévêque et son secrétaire-trésorier Charles Delambre.
La déclaration officielle, demandée par la loi de 1901, est faite à la sous-préfecture de Montreuil-sur-Mer, à la date du 1er août 1906, et le journal officiel no 221, du 16 août 1906, la mentionne en ces termes :
« Société académique de Paris-Plage. - Sciences, lettres, arts, histoire locale. - Siège social Paris-Plage par Étaples (Pas-de-Calais). Déclaration du 1er août 1906 ».
La séance solennelle publique d'inauguration est aussitôt organisée. Elle a lieu le lundi 27 août 1906, à deux heures, dans la salle des fêtes du casino municipal de Paris-Plage, et son ordre du jour comporte 3 discours, dont le discours d'inauguration de Maurice Garet. À l'issue de cette séance, a lieu une réunion des membres titulaires de la société qui confièrent pour un an les pouvoirs du bureau.

#### Première parution des Mémoires de Paris-Plage

##### Mémoires de la Société académique de Paris-Plage première année 1906

###### Liste des membres au31 décembre 1906(par ancienneté)
MM. Maurice Garet président (30, rue Victor-Hugo, Amiens), Édouard Lévêque vice-président (rue Saint-Dominique, Amiens), Charles Delambre secrétaire-trésorier (29, Grande-Rue, Montreuil), Anatole Bienaimé, Ernest Legendre, Marc Mario, Henry du Parc, John Whitley, Émile Duforets, Édouard Lamy, J.L. Sanguet, Charles Bernier, Adrien Perret-Maisonneuve, Léon Thomas, Georges Mulliez, Moïse Vaillant, Lucien Ramet, Henri Greisch, Fernand Buisset, l'abbé Deligny et 5 non attribués.

###### Liste des membres honoraires au31 décembre 1906(par ancienneté)
MM. Léon Garet, J. Laurent, François Godin, G. Rohrbacher, Charles Herbert.

###### Les donateurs sont alors nombreux
Édouard Lévêque, Maurice Garet, Léon Barat, Charles Delambre, Léon Garet, John Whitley, Ernest Legendre, Henri Martin, Léon Soucaret, Marc Mario, Lucien Ramet, Georges Thérouanne, Léopold Delambre, Henry du Parc, Arsène Bical, Fernand Buisset et l'abbé Gustave Deligny.

###### Programme d'études paris-plageoises
- La Société académique de Paris-Plage serait heureuse de recevoir des études scientifiques, artistiques ou littéraires sur les sujets suivants :
  1. La flore de Paris-Plage et du Touquet
  2. La faune de Paris-Plage et du Touquet
  3. La géologie du pays
  4. Entomologie paris-plageoise
  5. Les coquillages de Paris-Plage
  6. La cure d'air paris-plageoise
  7. Le climat paris-plageois
  8. La forêt du Touquet
  9. Les sports paris-plageois
  10. Mes diverses chasses et pêches à Paris-Plage
  11. Monographie de l'abbaye de Saint-Josse
  12. Monographies de Saint-Josse-sur-Mer et de Villiers
  13. Monographie d'Étaples
  14. Monographie de Cucq et de Trépied
  15. Historique des phares du Touquet
  16. Histoire de Quentovic
  17. Les anciens naufrages sur la côte du Touquet
  18. Biographies paris-plageoises
  19. Silhouettes paris-plageoises
  20. Questions de droit relatives à Paris-Plage
  21. Bibliographie et iconographie à Paris-Plage
  22. Poésie et prose locales

###### Les premiers statuts de la Société académique de Paris-Plage
- Article 1, Il est établi, sous le nom de Société académique de Paris-Plage, une association dont le siège social est à Paris-Plage (Pas-de-Calais).
- Article 2, La société a pour but de s'occuper des Sciences, Lettres ou Arts ayant trait à la région paris-plageoise ; de constituer des archives locales et de veiller à leur conservation ; de recueillir tous les éléments et documents pouvant servir à l'histoire de Paris-Plage et du Touquet ; de faire ou de susciter toutes œuvres utiles au bon renom du pays.
- Article 3, La Société se compose de membres titulaires et de membres honoraires. Le nombre des membres titulaires est limité à vingt-cinq, le nombre des membres honoraires est illimité.
- Article 4, Les membres titulaires sont élus à vie. Lorsqu'un des vingt-cinq membres titulaires cesse de faire partie de la Société, il est procédé à son remplacement par une élection à laquelle prennent part les membres titulaires restant en exercice (le vote par correspondance étant admis). La majorité absolue est nécessaire pour l'élection de tout nouveau membre titulaire.
- Article 5, Les membres honoraires sont admis par le Bureau sur la présentation de deux membres titulaires ou honoraires de la Société. Ils reçoivent les publications de la Société et sont convoqués aux assemblées générales.
- Article 6, La Société académique est dirigée et administrée par un Bureau élu pour une année par les membres titulaires et parmi eux seuls, selon les formes ordinaires des élections. Le Bureau se compose : d'un Président, chargé de représenter la Société, d'organiser les assemblées et d'en diriger les discussions ; d'un Vice-Président, substituant ou aidant le Président ; d'un Secrétaire Général, chargé de la correspondance, des convocations, des procès-verbaux, etc. ; d'un Trésorier, chargé des recettes et dépenses.
- Article 7, La cotisation annuelle, due par chaque membre de la Société académique, est fixée à dix francs pour les membres titulaires et à trois francs pour les membres honoraires. Le défaut de paiement de la cotisation emporte démission du Sociétaire, après deux avis restés sans réponse. L'exclusion d'un membre pourra être prononcée par la Société sur proposition du Bureau.
- Article 8, Les membres titulaires seront réunis sur convocation du Secrétaire-Général autant que possible une fois par trimestre.
- Article 9, La Société académique tiendra chaque année en août, à Paris-Plage, une séance générale publique qui comprendra notamment un discours sur un sujet par un des membres, et le compte-rendu des travaux de l'année par le secrétaire.
- Article 10, La Société fera paraitre chaque année un volume de ses Mémoires. Elle pourra en outre faire doter toutes publications qu'elle croira utiles, et organiser des expositions, concours, conférences publiques, excursions, représentations ou fêtes quelconques.
- Article 11, En cas de dissolution de la Société, l'actif social sera affecté à une œuvre artistique ou littéraire locale.

On peut lire, dès l'ouverture du petit livret de 1906, la phrase suivante « Les opinions émises par les auteurs leur sont personnelles, et la Société académique n'en est pas responsable »

###### Table des matières des mémoires de 1906
- Table des matières
  1. Fondation de la société
  2. Statuts
  3. Maurice Garet, « Les académies provinciales »
  4. Édouard Lévêque, « La grandeur du site paris-plageois »
  5. Marc Mario, « La plage où l'on se marie »
  6. Programme d'études paris-plageoises
  7. Constitution des archives
  8. Archives. Dons reçus en 1906
  9. Bureau pour 1907
  10. Liste des membres titulaires
  11. Liste des membres honoraires

### Les autres années

#### Mémoires de 1907 à 1914

##### Mémoires de la Société académique deParis-Plage1907
Les membres du bureau sont : Maurice Garet président, Édouard Lévêque vice-président, Charles Delambre secrétaire général.
- Table des matières des mémoires de 1907 :
  1. Deuxième assemblée générale
  2. Maurice Garet, « Les 25 ans de Paris-Plage »
  3. Charles Delambre, compte-rendu moral de l'année
  4. Léon Garet, « Souvenirs déjà vieux »
  5. Ernest Legendre, « Coulisses paris-plageoises »
  6. Programme d'études paris-plageoises
  7. Archives de Paris-Plage
  8. Archives. Dons reçus en 1907
  9. Bureau de la société
  10. Liste des membres titulaires
  11. Liste des membres honoraires

##### Mémoires de la Société académique de Paris-Plage 1908
Les membres du bureau sont : Maurice Garet président, Édouard Lévêque vice-président, Lucien Ramet secrétaire général et Georges Térouanne trésorier.
Mort de Charles Delambre et de Georges Mulliez, tous deux membres titulaires de la Société académique de Paris-Plage.
- Table des matières des mémoires de 1908 :
  1. Réunions de la société en 1908
  2. Maurice Garet, allocution
  3. Édouard Lévêque, compte-rendu moral de l'année 1908
  4. Armand Fauvel, « Les syndicats d'initiative »
  5. Lucien Ramet, « Mœurs et coutumes des marins d'Étaples »
  6. Nécrologie de Charles Delambre et de Georges Mulliez
  7. Concours pour le chant communal de Paris-Plage
  8. Programme d'études paris-plageoises
  9. Archives de Paris-Plage
  10. Archives. Dons reçus en 1908
  11. Bureau de la société
  12. Liste des membres titulaires
  13. Liste des membres honoraires
  14. Statuts
  15. Portrait de Charles Delambre, hors texte

##### Mémoires de la Société académique de Paris-Plage 1909
Les membres du bureau sont : Édouard Lévêque président, Émile Duforets vice-président, Maurice Garet secrétaire perpétuel (créé par décision du 18 avril 1909, Lucien Ramet secrétaire adjoint, Georges Térouanne trésorier.
Mort d'Émile Duforets, membre titulaire de la Société académique de Paris-Plage.
À partir de 1909, les dons sont si nombreux qu'il devient impossible, écrit Maurice Garet, d'en dresser le détail.
- Table des matières des mémoires de 1909 :
  1. Réunions de la société en 1909
  2. Palmarès du concours de composition musicale
    1. Maurice Garet, « Paris-Plage »
    2. Maurice Garet, « La paris-plageoise »

  3. « L'exposition rétrospective et documentaire de 1909 »
  4. Édouard Lévêque, « Les études d'art à Paris-Plage »
  5. Maurice Garet, compte-rendu moral de l'année 1909
  6. Notes biographiques, MM. J.Benjamin Élie, Georges Térouanne, Henry du Parc, Édouard Lévêque, Maurice Garet, John Whitley, Édouard Lamy, Adrien Perret-Maisonneuve, Ernest Legendre, Gustave Sauvage
  7. Archives de Paris-Plage
  8. Archives. Dons reçus en 1909
  9. Bureau de la société
  10. Liste des membres titulaires
  11. Liste des membres honoraires
  12. Liste des membres correspondants
  13. Statuts

##### Mémoires de la Société académique de Paris-Plage 1910
Les membres du bureau sont : Édouard Lévêque président, Joseph-Louis Sanguet vice-président, Maurice Garet secrétaire perpétuel, Lucien Ramet secrétaire adjoint, Georges Térouanne trésorier.
Évolution de la composition du bureau selon les statuts établis le 12 octobre 1910 :
- Président
- Vice-président
- Secrétaire perpétuel (création)
- Secrétaire adjoint
- Trésorier

Émile Duforets, membre titulaire de la Société académique de Paris-Plage, meurt le 20 juin 1910 à Douai.
- Table des matières des mémoires de 1910 :
  1. Réunions de la société en 1910
  2. Lucien Ramet, « Le bac et le pont d'Étaples »
  3. C. Copineau, « Une rareté botanique à Paris-Plage »
  4. Maurice Garet, « Aux premiers aviateurs paris-plageois »
  5. Albert Pouthier, « Quelques idées sur la villa à Paris-Plage »
  6. Nécrologie : Émile Duforêts
  7. Maurice Garet, « La flore du Touquet-Paris-Plage »
  8. Édouard Lévêque, compte-rendu moral de l'année 1910
  9. Notes biographiques, MM. Anatole Bienaimé, Moïse Vaillant, Paul Lelong, Henri Greisch, Lucien Viraut, Charles Bernier, l'abbé Gustave Deligny, Albert Pouthier, Léon Soucaret, Léon Thomas, additions et omissions
  10. Concours littéraire
  11. Archives de Paris-Plage
  12. Bureau de la société
  13. Liste des membres titulaires
  14. Liste des membres honoraires
  15. Liste des membres correspondants

##### Mémoires de la Société académique de Paris-Plage 1911
Les membres du bureau sont : Édouard Lévêque président, Joseph-Louis Sanguet vice-président, Maurice Garet secrétaire perpétuel, Lucien Ramet secrétaire adjoint, Georges Térouanne trésorier.
Mort d'Anatole Bienaimé, membre titulaire de la Société académique de Paris-Plage
- Table des matières des mémoires de 1911 :
  1. Réunions de la société en 1911
  2. Docteur Paul Lelong, « Paris-Plage au point de vue médical »
  3. B. Élie, « Mycologie paris-plageoise »
  4. Nécrologie : Anatole Bienaimé
  5. Édouard Lévêque, compte-rendu moral de l'année 1911
  6. Maurice Garet, « Le concours littéraire de 1911 »
    1. M. Bommier, « Petits pas sur le sable »
    2. Alfred Demont, « Paris-Plage, picardille »
    3. A. Beaucourt, Paris-Plage, sonnet
    4. Palmarès

  7. Paul Benoît, « Saint-Blaise qui tout mal apaise »
  8. Notes biographiques, MM. J.L. Sanguet, F. Buisset, Jules Pouget, Henry Boddington, A. Bical, additions et omissions
  9. Archives de Paris-Plage
  10. Bureau de la société
  11. Liste des membres titulaires
  12. Liste des membres honoraires
  13. Liste des membres correspondants
  14. Membres du bureau depuis la fondation

##### Mémoires de la Société académique du Touquet-Paris-Plage 1912
Les membres du bureau sont : Joseph-Louis Sanguet président, Adrien Perret-Maisonneuve vice-président, Maurice Garet secrétaire perpétuel, Jules Pouget secrétaire-adjoint, Georges Térouanne trésorier.
- Table des matières des mémoires de 1912 :
  1. Armoiries officielles du Touquet-Paris-Plage
  2. Réunions de la société en 1912
  3. Charles Copineau, « Bouquet d'algues »
  4. Docteur Pouget, « Comment on passe l'hiver à Paris-Plage »
  5. Édouard Lévêque, Léon Garet
  6. Maurice Garet, la collection des souvenirs paris-plageois, compte-rendu moral de l'année 1912
  7. Archives
  8. Notes biographiques, MM. Paul Gascheau et Georges Lefèvre, additions et omissions
  9. Bureau de la société
  10. Liste des membres titulaires
  11. Liste des membres honoraires
  12. Liste des membres correspondants
  13. Membres du bureau depuis la fondation
  14. Portrait de Léon Garet, cliché hors texte

##### Mémoires de la Société académique du Touquet-Paris-Plage 1913
Les membres du bureau sont : Joseph-Louis Sanguet président, Adrien Perret-Maisonneuve vice-président, Maurice Garet secrétaire perpétuel et trésorier, Jules Pouget secrétaire-adjoint.
Henry du Parc, membre titulaire de la société académique, meurt le 12 août 1913 au Touquet-Paris-Plage.
- Table des matières des mémoires de 1913 :
  1. Réunions de la société en 1913
  2. Abbé O. Parent, « Contribution à la faune diptérologique du Touquet-Paris-Plage »
  3. Maurice Garet, « L'attrait des choses morales, compte-rendu moral de l'année 1913 »
  4. Henri Potez, « Le Touquet-Paris-Plage et Montreuil-sur-Mer »
  5. Nécrologie Henry du Parc
  6. Maurice Garet, « L'exposition des Beaux-Arts et Pierre Billet » (rapport)
  7. Édouard Lévêque, « Le sous-sol du Touquet-Paris-Plage »
  8. Programme du concours scientifique de 1914
  9. Archives
  10. Notes biographiques, MM. Oscar Butel, Henri Triffault, Georges Defer, Adrien Roy, additions et omissions
  11. Bureau de la société
  12. Liste des membres titulaires
  13. Liste des membres honoraires
  14. Liste des membres correspondants
  15. Membres du bureau depuis la fondation

#### Mémoires de 1914 et 1939

##### Mémoires de la Société académique du Touquet-Paris-Plage 1914-1920
Les membres du bureau sont : Adrien Perret-Maisonneuve président, Léon Thomas vice-président, Maurice Garet secrétaire perpétuel et trésorier, Jules Pouget secrétaire-adjoint.
Mort de Moïse Vaillant, de Calonne, Ernest Legendre, Georges Vibert, Charles Herbert et Robert Flichy, membres titulaires de la Société académique du Touquet-Paris-Plage.
Mars 1914, admission de la Société académique du Touquet-Paris-Plage au nombre des sociétés savantes, officiellement en rapport avec le ministère de l'instruction publique.
- Table des matières des mémoires de 1914-1920 :
  1. Réunions de la société en 1914-1920
  2. Guerre de 14-18, citations
  3. Nécrologie, MM. Moïse Vaillant, de Calonne, Ernest Legendre, Georges Vibert, Charles Herbert, Robert Flichy
  4. Bureau de la société pour 1921
  5. Liste des membres titulaires
  6. Liste des membres honoraires
  7. Liste des membres correspondants
  8. Membres du bureau depuis la fondation

##### Mémoires de la Société académique du Touquet-Paris-Plage 1921-1922
Les membres du bureau sont : Léon Thomas président, Henri Greisch vice-président, Maurice Garet secrétaire perpétuel et trésorier, Jules Pouget secrétaire-adjoint.
Mort de Joseph-Louis Sanguet le 27 juillet 1921 au Touquet-Paris-Plage, Joseph Cassinelli le 30 novembre 1921 à Neuilly et John Whitley le 22 mars 1922 à Condette, membres titulaires de la Société académique du Touquet-Paris-Plage.
- Table des matières des mémoires de 1921-1922 :
  1. Réunions de la société en 1921 et 1922
  2. Maurice Garet, « Un regard en arrière »
  3. Édouard Lévêque, « Une ville de quarante ans »
  4. Nécrologie, MM. J.L. Sanguet, J. Cassinelli, John Whitley
  5. l'abbé Gustave Deligny, « Armoiries pour l'église Jeanne d'Arc »
  6. Oscar Butel, « L'accroissement du Touquet-Paris-Plage »
  7. Notes biographiques, P. Lagrange, Eugène Derveloy, L. Delepoulle, P. Labbé, F. Dupetit
  8. Bureau de la société
  9. Liste des membres titulaires
  10. Liste des membres honoraires
  11. Liste des membres correspondants
  12. Membres du bureau depuis la fondation

##### Mémoires de la Société académique du Touquet-Paris-Plage 1923-1931
Les membres du bureau sont : président Léon Thomas 1923-1925, Édouard Lévêque 1926-1928 et Adrien Perret-Maisonneuve 1929-1931, vice-président Henri Greisch 1923-1925, Fernand Buisset 1925-1927, Léon Soucaret 1928-1930 et Charles Bernier 1931, Maurice Garet secrétaire perpétuel et trésorier, Jules Pouget secrétaire-adjoint.
Mort d'Eugène Derveloy, le 7 juin 1923 à Paris, Georges Defer, le 20 décembre 1923 à Paris, Arsène Bical, le 29 septembre 1925 à Boulogne-sur-Mer, Gustave Sauvage, le 6 novembre 1926 au Touquet-Paris-Plage, Léon Thomas, le 25 juin 1927 à Paris, Léon Caron, le 30 mai 1931 au Touquet-Paris-Plage et P. Lagrange, le 7 octobre 1931 à Paris, membres titulaires de la Société académique du Touquet-Paris-Plage.
La Société académique du Touquet-Paris-Plage, qui a collectionné depuis la fondation de la cité les archives officielles et officieuses, se voit attribuer par la ville une subvention annuelle.
Le 8 septembre 1930, lors de la réunion, par la modification des articles 3, 4 et 7 des statuts, le nombre des membres titulaires n'est plus limité à 25.
13 août 1926, adoption par la municipalité d'un vœu émis par la Société académique du Touquet-Paris-Plage, tendant à donner à une rue de la ville le nom de Léon Garet.
- Table des matières des mémoires de 1923-1931 :
  1. Réunions de la société en 1923 à 1931
  2. Nécrologie, Léon Caron
  3. La 25 e année de la Société académique
  4. Oscar Butel, « L'accroissement du Touquet-Paris-Plage »
  5. Notes biographiques, MM. E. Peynot, A. Dufossé, R. Pacquet, F. Recoussine, Louis Quételart, Eugène Koessler, N. T. Belaiev, P. Bienfait, Léon Saxer
  6. Statuts de la société
  7. Liste des membres titulaires
  8. Membres du bureau depuis la fondation

##### Mémoires de la Société académique du Touquet-Paris-Plage 1932
Les membres du bureau sont : Édouard Lévêque président, Charles Bernier vice-président, Maurice Garet secrétaire perpétuel et trésorier, Jules Pouget secrétaire-adjoint.
- Table des matières des mémoires de 1932 :
  1. Réunions de la société, 1932
  2. Maurice Garet, « Les cinquante ans du Touquet-Paris-Plage », conférence
  3. Édouard Champion, inauguration du musée, allocution
  4. Édouard Lévêque, discours au cimetière
  5. Chanoine Deligny, allocution en l'église Sainte Jeanne d'Arc
  6. Léon Soucaret, discours du cinquantenaire
  7. Henry Bordeaux de l'académie française, allocution
  8. Édouard Lévêque, « Les raisons du succès du Touquet-Paris-Plage », conférence
  9. Notes biographiques, MM. P. Pillain, J. Chauvet, René Wibaux, E. Champion, L. Hoyez, G. Sainsard
  10. Édouard Lévêque, la légion d'Honneur à Maurice Garet, discours
  11. Liste des membres titulaires
  12. Liste des membres honoraires
  13. Liste des sociétés correspondantes
  14. Bureau de la société depuis la fondation

##### Mémoires de la Société académique du Touquet-Paris-Plage 1933-1934
Les membres du bureau sont : Édouard Lévêque président, Georges Lefèvre Vice-Président, Maurice Garet secrétaire perpétuel et trésorier, P. Bienfait secrétaire-adjoint.
Mort de Léon Soucaret le 23 décembre 1933 et Alphonse Dufossé le 7 mars 1934 à Étaples, membres titulaires de la Société académique du Touquet-Paris-Plage.
- Table des matières des mémoires de 1933-1934 :
  1. Réunions de la société, 1933-1934
  2. Léon Soucaret et Adrien Perret-Maisonneuve, « Écho du centenaire », extrait du discours
  3. Nécrologie, Léon Soucaret et Alphonse Dufossé
  4. Édouard Lévêque, « L'édification de l'église Sainte Jeanne d'Arc »
  5. Circulaire de la Société académique en faveur du musée de la ville
  6. Maurice Garet, « La ville d'Ypres et du Touquet-Paris-Plage »
  7. Édouard Champion, « Le registre des phares du Touquet-Paris-Plage, au siècle dernier (avec illustrations) »
  8. Maurice Garet, « Petit résumé de l'histoire du Touquet-Paris-Plage ». « Explication des noms de rues »
  9. Notes biographiques, MM. Georges Terret, A. Boutillier, G. Antoinat
  10. Édouard Lévêque, discours d'adieu
  11. Maurice Garet, « Le square Édouard Lévêque »
  12. Liste des membres titulaires
  13. Liste des membres honoraires et correspondants
  14. Liste des sociétés correspondantes
  15. Bureau de la société depuis la fondation

##### Mémoires de la Société académique du Touquet-Paris-Plage 1935-1936
Les membres du bureau sont : Georges Lefèvre président, Édouard Champion vice-président, Maurice Garet secrétaire perpétuel et trésorier, P. Bienfait secrétaire-adjoint 1935 et Léon Saxer 1936.
Mort de Eugène Koessler en juillet 1935 à Paris, Charles Bernier le 9 février 1936 à Paris, Édouard Lévêque le 28 décembre 1936, Georges Lefèvre le 7 janvier 1937 à Paris, membres titulaires de la Société académique du Touquet-Paris-Plage.
- Table des matières des mémoires de 1935-1936 :
  1. Réunions de la société, 1935-1936
  2. Nécrologie, MM. Koessler, Charles Bernier, Édouard Lévêque, Georges Lefèvre
  3. Maurice Garet, rapport 1936, « Le nom du Touquet-Paris-Plage »
  4. l'abbé Gustave Deligny, « Ypres et le Touquet-Paris-Plage »
  5. Édouard Champion, « Le saut de l'ange » poème de Paul Morand
  6. Henri Triffault, « La rive gauche de la Canche ». Hors texte, plan-carte de la baie de Canche
  7. Édouard Champion, « Les sports hippiques du Touquet-Paris-Plage »
  8. Félix Desbats, « Le lais de mer, lotissement Ridoux »
  9. Docteur E. Bernard, « Le Touquet-Paris-Plage, ville tonique »
  10. Inauguration officielle du square Édouard-Lévêque
  11. Notes biographiques, MM. Bernard, Calon, Colrat, Desbats, Ferré, Georges Gross, Richard Langlois-Berthelot, Meyer, Sauvage, Raymond Silva
  12. Table sommaire des matières des mémoires de 1906-1936
  13. Liste des membres
  14. Bureau de la société depuis la fondation
  15. Table des matières

La Seconde Guerre mondiale met un coup d'arrêt à la Société académique. Elle entre en sommeil jusqu'en 1966...

#### Mémoires de 1945 à nos jours
Après une longue période de sommeil, l'activité de la Société académique du Touquet-Paris-Plage ne reprend qu'en 1966 sous l'impulsion de Fernand Holuigue, il aura un rôle essentiel de refondateur, il provoque une réunion, à laquelle sont conviés les six membres survivants d'une Société académique qui en comptait plus de trente avant-guerre. Deux personnes peuvent répondre à son appel, Léon Saxer secrétaire perpétuel en titre et le docteur Jean Chauvet, c'est ainsi que le 3 août 1966, avec ses deux parrains statuaires et deux voix, Fernand Holuigue est admis membre titulaire et, ensuite, est élu secrétaire-adjoint de la Société académique. Retraité de sa fonction de secrétaire de mairie du Touquet-Paris-Plage depuis juillet 1966, il se consacre entièrement à la Société académique du Touquet-Paris-Plage dans des bureaux situés à l'hôtel de ville du Touquet-Paris-Plage, c'est un homme passionné qui ne compte pas son temps tant le labeur est colossal. Il laisse un nombre impressionnant de communications prononcées, imprimées ou simplement préparées ou ébauchées.

##### Mémoires de la Société académique du Touquet-Paris-Plage 1966-1970
- Table des matières des mémoires de 1966-1970 :
  1. Fernand Holuigue, « Le Touquet : Histoire et histoires »
  2. Fernand Holuigue, « La traversée de la Canche entre Étaples et le Touquet »
  3. Fernand Holuigue, « La paternité de l'appellation « Côte d'opale » »
  4. Me R. Wable, « Le Maréchal Haig à Montreuil-sur-Mer »
  5. Albert Leroy, « La commune de Saint-Josse »
  6. Fernand Holuigue, « Bibliographie de la presse locale »
  7. Fernand Holuigue, « Le chemin de fer dans la région »
  8. Fernand Holuigue, « Naufrages devant le Touquet »
  9. Fernand Holuigue, « Sable et oyats »
  10. Fernand Holuigue, « Les Plages voisines »
  11. Fernand Holuigue, « La construction de l'église Jeanne d'Arc »
  12. Fernand Holuigue, « Comment le hameau de Paris-Plage est devenu commune »

##### Mémoires de la Société académique du Touquet-Paris-Plage 1988-1990
Les membres du bureau sont Claude Froissart (président) Jean Couppé (secrétaire perpétuel).
Évolution de la composition du bureau selon les statuts établis le 20 août 1988 :
- Président
- Vice-président
- Secrétaire perpétuel
- Secrétaire des séances (création)
- Secrétaire adjoint
- Trésorier

Fernand Holuigue, secrétaire perpétuel, meurt le 10 juillet 1987 et Pierre Ravin (ancien président) meurt le 14 mars 1988, membres de la Société académique du Touquet-Paris-Plage.
En 1988, la Société académique du Touquet-Paris-Plage prévoit de s'installer dans la villa Way-Side, actuel musée municipal.
- Table des matières des mémoires de 1988-1990 :
  1. Rapport moral des assemblées générales du 20 août 1988, du 19 août 1989 et du 22 septembre 1990
  2. Pierre Baudelicque, « Histoire d'Étaples pendant la révolution », communication du 19 août 1989
  3. Marguerite Lecat, « La Maladrerie de Montreuil », communication du 4 novembre 1989
  4. Jean Leroy, « Sur les origines de Notre Dame de Boulogne », communication du 7 avril 1990

##### Mémoires de la Société académique du Touquet-Paris-Plage 1991
Les membres du bureau sont Alain Mounier-Kuhn (président), Pierre Baudelicque (vice-président), Edmond  Brouzes (secrétaire), Jean Couppé (secrétaire perpétuel), André Hanquiez (trésorier) et Mme Lecointe-Holuigue (secrétaire-adjoint).
Jean Morot meurt le 27 décembre 1990, membre de la Société académique du Touquet-Paris-Plage.
- Table des matières des mémoires de 1991 :
  1. Rapport moral à l'assemblée du 7 septembre 1991
  2. Pierre Baudelicque, « Napoléon et le camp d'Étaples 1803-1805 », communication du 9 mars 1991
  3. Alain Mounier-Kuhn, « Histoire de l'institut Calot », communication du 1er juin 1991
  4. Claude Froissart, « La rue Saint-Jean piétonnière », communication du 7 septembre 1991
  5. Pierre Baudelicque, « Le château du Fayel pendant le camp de Boulogne-sur-Mer », communication au congrès des sociétés savantes du nord de la France à Dunkerque le 20 octobre 1991
  6. Mme Farkoa, « Le concours des nouvelles du Touquet-Paris-Plage », communication du 7 décembre 1991

##### Mémoires de la Société académique du Touquet-Paris-Plage 1992-1993
Les membres du bureau sont : Alain Mounier-Kuhn (président), Jean Couppé (secrétaire perpétuel).
Claude Froissart, ancien président, meurt le 23 juillet 1992. Jacques Garet devient membre et prend le relais de son grand-père Maurice Garet, l'un des fondateurs, et de son père Pierre Garet, président en 1966-1972.
Le 11 avril 1992, la société s'installe enfin dans ses nouveaux locaux, villa Way-Side.
- Table des matières des mémoires de 1992-1993 :
  1. Rapport moral à l'assemblée du 31 octobre 1992
  2. Hommage au président Claude Froissart
  3. Rapport moral à l'assemblée du 28 août 1993
  4. Jean-Claude Lesage, « Les peintres américains en Picardie », communication du 11 avril 1992
  5. Jean Leroy, « La chartreuse de Notre-Dame des Prés », communication du 13 juin 1992
  6. Mme Klein-Lecat, « Les chasse-marée », communication du 5 décembre 1992
  7. M. Liégeois, « Les houillères du boulonnais », communication du 13 mars 1993
  8. Jean Leroy, « Une station préhistorique sur le plateau de la Chartreuse de Neuville-sous-Montreuil », communication du 8 mai 1993
  9. M. Deneux, « Monnayages de Quentovic », communication du 24 juillet 1993

##### Mémoires de la Société académique du Touquet-Paris-Plage 1993-1996
Les membres du bureau sont Jacques Breuzard (président), Jeannine Ravin-Paré vice-présidente, Jean Couppé puis Jacques Garet (secrétaire perpétuel) à compter du 1er janvier 1996, Patrick Bonaventure secrétaire-adjoint, André Hanquiez trésorier.
- Table des matières des mémoires de 1993-1996 :
  1. La Société académique du Touquet-Paris-Plage en 1998
  2. Jean Ferré, petit-fils de « Jules Dachicourt, précurseur de la navigation de plaisance et du sport nautique au Touquet-Paris-Plage »
  3. Henriette Morot de Pazzis, « Le vin dans le Pas-de-Calais »
  4. Rapport moral à l'assemblée générale du 20 août 1994 par Jacques Breuzard le président
  5. Jean Leroy, « La longitude du Touquet-Paris-Plage, l'occasion de curieuses découvertes », séance du 8 avril 1995
  6. Jean-Louis Bergounioux, « La libération du Touquet-Paris-Plage ou la chronique d'un non-événement », séance du 10 juin 1995
  7. Rapport moral à l'assemblée générale du 19 août 1995par Jacques Breuzard le président
  8. Jacques Trodé, « Des rives de la Seine aux bords de la Canche et histoire des familles Perret-Maisonneuve et Ricquier », séance du 14 octobre 1995.
  9. André Hanquiez, « Un peu d'histoire de l'église du Touquet-Paris-Plage », séance du 24 février 1996
  10. 90e anniversaire de la Société académique, séance publique du 27 juillet 1996
    1. Allocation d'ouverture par Jacques Breuzard le président
    2. Robert Bousser, « Les sciences et la société académique », communication
    3. Patrick Bonaventure, « Les lettres de la Société Académique », communication
    4. Patrice Deparpe, « Les arts et la Société académique », communication
    5. Jacques Goret, « La collecte, la conservation et la diffusion des archives de la Société académique »

  11. Rapport moral à l'assemblée générale du 24 août 1996 par Jacques Breuzard le président
  12. Liste des communications non publiées dans ce recueil
    1. 6 novembre 1993 : « Les nécropoles chinoises en Picardie » par M. Jacques Breuzard (publiée dans les actes du congrès des sociétés savantes du Nord de la France).
    2. 4 décembre 1993 : « L'orientation des églises » par M. Jean Leroy (publiée dans le journal La Voix du Nord).
    3. 26 janvier 1994 : « Les rues du Touquet, l'origine de leurs noms » par M. Jacques Garet.
    4. 16 avril 1994 : « Colette en Picardie » par Mme Alice Monthuy.
    5. 25 juin 1994 : « Les liaisons électriques entre la France et l'Angleterre » par M. Robert Poubelle.
    6. 17 décembre 1994 : « Georges Besse » par Mme Christiane Chéron.
    7. 27 avril 1996 : « À la recherche de documents anciens sur le Touquet-Paris-Plage » par M. Francis Grardel.
    8. 27 juin 1996 : 1 e partie de : « Les événements géologiques sur le littoral de la Manche » par M. Robert Bousser.
    9. 26 octobre 1996 : 2 e partie de la conférence de M. Robert Bousser.

##### Mémoires de la Société académique du Touquet-Paris-Plage 1997-1999
Page 108 : durant la période 1997-1999, les membres du bureau sont Francis Grardel (président), Jeanine Ravin-Paré (vice-présidente), Jacques Garet (secrétaire perpétuel), André Hanquiez (trésorier), Patrice Deparpe (secrétaire) et Patrick Bonaventure (secrétaire-adjoint).
- Table des matières des mémoires de 1997-1999 :
  1. Jean Leroy, dans la tradition d'une terre d'asile, séance du 22 février 1997
  2. Hommage à Fernand Holuigue
    1. Allocution de Jean Couppé-Jacquart
    2. Allocution de Jacques Garet

  3. Assemblée générale du 27 février 1997, rapport moral par Francis Grardel le président
  4. Richard Klein, « Les architectes et la Société académique », séance du 8 novembre 1997
  5. Patrice Deparpe, « Rôle d'un musée dans une station balnéaire », séance du 28 février 1998
  6. Jacques Garet, « L'école Jean de la Fontaine », séance du 27 juin 1998
  7. Robert Poubelle, « Le Touquet-Paris-Plage dans cinquante ans », séance du 29 août 1998
  8. Assemblée générale du 24 octobre 1998, rapport moral par Francis Grardel le président
  9. Jacques Garet, « De l'eau de Rombly à la source Valroy », séance du 27 février 1999
  10. Monique North, « Montreuil et sa sous-préfecture », séance du 26 mars 1999
  11. Jacques Garet, « La Société Académique à l'origine des premières fouilles dans la station », séance du 24 avril 1999
  12. Alain Mounier-Kuhn, « Les voyages d'Ambroise Paré à Boulogne-sur-Mer et en Artois », séance du 14 juin 1999
  13. Philippe Lyardet, « Paul Olombel et le T.A.C. volley-ball », séance du 28 août 1999
  14. Assemblée générale du 28 août 1999, rapport moral par Francis Grardel le président
  15. Jacques Breuzard, « L'autoroute A16 est terminée », séance du 9 octobre 1999

##### Mémoires de la Société académique du Touquet-Paris-Plage 2000-2002
Page 82 : durant la période 2000-2002, les membres sont Jean-Louis Bergounioux, Bruno Béthouart, Patrick Bonaventure, Jacques Breuzard (président en 2000), Edmond Brouzes (président d'août 2000 jusqu'à sa mort en septembre 2002), Christiane Chéron, Jean Couppé-Jacquart, Michel Davot, Jeanne Delemer, Patrice Deparpe, Raymond Devillers, Jacques Garet, Francis Grardel, André Hanquiez, Richard Klein, Marguerite Klein-Lecat, Jacques Lecat, Jean Leroy, Jean-Claude Lesage, Philippe Lyardet, Alain Mounier-Kuhn, Monique North, Robert Poubelle, Pierre Quételart, Jeannine Ravin-Paré, Jean-Pierre Ravin, André Roussel, Jacques Trodé.
- Table des matières des mémoires de 2000-2002 :
  1. Edmond Brouzes, « La visite du commandant Richard Byrd au Touquet-Paris-Plage en 1927 », conférence du 4 mars 2000
  2. Assemblée générale du 26 août 2000, rapport moral par Edmond Brouzes le président
  3. Bruno Béthouart, « Jules Pouget (8 mars 1884 - 30 juillet 1963) », conférence du 4 février 2001
  4. Raymond Devillers, « Un ébéniste touquettois évoque l'origine de son métier », séance du 30 juin 2001
  5. Jacques Breuzard, « Le fabuleux destin de... Micheline Ostermeyer », séance du 16 février 2002
  6. Jacques Lecat, « Histoire de la flèche d'argent (Silver Arrow) », séance du 27 avril 2002
  7. Patrice Deparpe, « Jean Dubuffet au Touquet-Paris-Plage ou quand la côte d'opale vit naître le cycle de l'Hourloupe », séance du 19 octobre 2002
  8. Jacques Breuzard, « Actualité et avenir de la traversée de la Canche entre Étaples et le Touquet-Paris-Plage », séance du 21 décembre 2002
  9. Liste des membres de la Société académique du Touquet-Paris-Plage ; année 2000-2002

##### Mémoires de la Société académique du Touquet-Paris-Plage 2003-2006
Page 94 : durant la période 2003-2006, les membres sont Philippe Bataille, Jean-Louis Bergounioux, Bruno Béthouart, Patrick Bonaventure, Jacques Breuzard (président en 2003-2004), Jean-Claude Brigeois, Christiane Chéron, Michel Davot, Patrice Deparpe, Raymond Devillers, Marinette Flament, Jacques Garet (président en 2005-2006), Claude Gautier, Francis Grardel, Donald Grégoire, André Hanquiez, Richard Klein, Jacques Lecat, Jean Leroy, Jean-Claude Lesage, José Lesur, Philippe Lyardet, Alain Mounier-Kuhn, Monique North, Jacques Noyer, Yannick Paternotte, Robert Poubelle, Frédéric Quételart, Pierre Quételart, Jeannine Ravin-Paré, Jean-Pierre Ravin, André Roussel, Jacques Trodé, Jean-Claude Van Celst.
Mort d'Edmond Brouzes, membre titulaire de la Société Académique du Touquet-Paris-Plage.
Page 89 : la remise des clés de la maison du gardien de phare, futur siège de la Société académique, a lieu le 10 août 2006, il est décidé à l'unanimité, sur proposition de Christiane Chéron, de l'appeler « Maison des Phares ».
- Table des matières des mémoires de 2003-2006 :
  1. Jean Leroy, « Emy, un village complètement disparu. Pourtant, au XVe siècle, les étaplois lui avaient fait prendre un essor nouveau », séance du 22 février 2003
  2. Assemblée générale du 23 août 2003, rapport moral par le Dr Jacques Breuzard le président
  3. Patrice Deparpe, « Le Touquet-Paris-Plage et la photographie » conférence du 20 décembre 2003
  4. Philippe Lyardet, « Maurice Louis Bandeville, l'énigmatique pionnier du paradis des sports » le 28 août 2004
  5. Francis Grardel, « L'évolution des loisirs d'un résident touquettois au cours du XXe siècle », séance du 7 mai 2005
  6. Assemblée générale du 23 août 2003, rapport moral par Jacques Garet le président
  7. Philippe Lyardet, « Histoire du sport cycliste à Paris-Plage et au Touquet-Paris-Plage de 1892 à nos jours » conférence du 20 mai 2006
  8. Assemblée générale du 21 octobre 2006, rapport moral par Jacques Garet le président et Christiane Chéron, vice-présidente

##### Mémoires de la Société académique du Touquet-Paris-Plage 2007-2010
En 2007, la Société académique du Touquet-Paris-Plage quitte ses locaux du musée, à l'angle de l'avenue du Golf et de l'avenue du Château, pour s’installer au pied du phare, dans les locaux aménagés par la ville, de l'ancienne maison du gardien-chef, dans le square Paul Rivet.
Page 169 : en 2010, les membres sont Philippe Bataille, Jean-Louis Bergounioux, Bruno Béthouart, Patrick Bonaventure, Michel Brebion, Jacques Breuzard, Jean-Claude Brigeois, Christiane Chéron (président 2006-2010), Michel Davot, Patrice Deparpe, Raymond Devillers, Marinette Flament, Jacques Garet, Claude Gautier, Donald Grégoire, André Hanquiez, Alain Holuigue, Richard Klein, Jacques Lecat, Jean Leroy, Jean-Claude Lesage, José Lesur, Philippe Lyardet, Alice Monthuy, Alain Mounier-Kuhn, Monique North, Jacques Noyer, Yannick Paternotte, Robert Poubelle, Frédéric Quételard, Jeannine Ravin-Paré, Jean-Pierre Ravin, André Roussel, Jacques Trodé, Jean-Claude Van Celst.
- Table des matières des mémoires 2007-2010 : 
  1. Jean Leroy, « Quentovic-Montreuil », 17 février 2007
  2. Jean-Claude Van Celst, « La forêt du Touquet-Paris-Plage à la fin du XXe siècle - Tranche de vie d'un responsable forestier », 30 juin 2007
  3. AG du 18 août 2007
  4. Alice Monthuy, « Passage du gué d’Étaples en 1544 », 20 septembre 2008
  5. Patrick Bonaventure, « Brève histoire de ponts : les ponts sur la Canche entre Montreuil et Étaples de 1850 à nos jours », 20 septembre 2008
  6. Frédéric Quételard, « Architectures au sud de la baie de Canche », 20 septembre 2008
  7. Bruno Béthouard, « La Canche : un lien entre Montreuil, Étaples, Le Touquet », 20 septembre 2008
  8. AG du 30 août 2008
  9. Raymond Devillers, « Les armoiries de la ville du Touquet-Paris-Plage », 28 février 2009
  10. Donald Grégoire, « John Whitley, celui par qui tout est arrivé », 19 septembre 2009
  11. Jean-Claude Brigeois, « Du lotissement à la française au lotissement à l'anglaise », 19 septembre 2009
  12. Frédéric Quételard, « L'influence de l'architecture britannique au Touquet-Paris-Plage », journées du patrimoine du 19 septembre 2009
  13. Philippe Lyardet, « L'influence des britanniques sur le développement du tennis au Touquet-Paris-Plage » journées du patrimoine du 19 septembre 2009
  14. Christiane Chéron, Rapport moral de l'assemblée générale du 19 décembre 2009
  15. Jean Leroy, « Le bac d'Attin », séance du 27 février 2010
  16. Alain Holuigue, « L'assassinat de Mrs Florence Wilson », séance du 26 juin 2010
  17. Christiane Chéron, « Souvenirs de parisiens à Paris-Plage », « Texte pour les amis d'Édouard Champion », août 2010
  18. Alain Holuigue, « Phares et sémaphores au Touquet et à Paris-Plage », journées du patrimoine du 18 septembre 2010
  19. Christiane Chéron, présidente de la Société académique du Touquet-Paris-Plage, accueil au 51e congrès de la fédération des sociétés savantes, le 17 octobre 2010
  20. Richard Klein, « Paysage et architecture de l'automobile au Touquet-Paris-Plage » au 51e congrès de la fédération des sociétés savantes, le 17 octobre 2010
  21. Christiane Chéron, rapport moral de l'assemblée générale du 18 décembre 2010

##### Mémoires de la Société académique du Touquet-Paris-Plage 2011-2013
Les membres du bureau sont Jean-Claude Brigeois (président), Frédéric Quételard(vice-président), Alain Holuigue (secrétaire perpétuel), Jean Gillet (secrétaire-adjoint), André Hanquiez (trésorier), Philippe Lyardet (secrétaire des séances).
Mort de Jacques Trodé le 17 août 2012 et d'André Roussel le 30 mars 2013, inhumé au Touquet-Paris-Plage, membres titulaires de la Société académique du Touquet-Paris-Plage.
- Table des matières des mémoires 2011-2013 :
  1. Jacques Noyer, « Conférence d'une centenaire, l'église Sainte Jeanne d'Arc » le 26 juillet 2011
  2. Michel Brebion, Jacques Garet, Alain Holuigue, « Difficultés rencontrées par les voyageurs pour accéder à la station et s'y déplacer » le 27 septembre 2011 pour les journées du patrimoine au palais des congrès du Touquet-Paris-Plage
  3. Assemblée générale du 17 décembre 2011, rapport moral par Jean-Claude Brigeois, le président
  4. Alain Holuigue et Jacques Garet, « De Paris-Plage à là commune du Touquet-Paris-Plage, 30 années pour s'émanciper », conférence dans le cadre de la célébration du centenaire de la création de la commune, à l'hôtel de ville le 28 mars 2012
  5. Jean-Claude Brigeois, « La société générale immobilière au Touquet et ses dirigeants », séances du 16 février et du 14 avril 2012
  6. Jacques Noyer, « De Cucq à Paris-Plage en passant par la Russie, itinéraire surprenant d'un enfant de Cucq, Joseph Water (1876 - 1968) », séance du 25 août 2012
  7. Assemblée générale du 22 décembre 2012, rapport moral par Jean-Claude Brigeois, le président
  8. Accueil de Jean-Claude Brigeois, président, lors de la visite de la commission d'histoire et d'archéologie du Pas-de-Calais, le 15 juin 2013
  9. Richard Klein, « Si loin, si proche. John Robinson Whitley et la côte d'opale » le 15 juin 2013
  10. Frédéric Quételard, « L'architecte Louis Quételart », le 15 juin 2013
  11. Jean-Claude Brigeois, « Le château d'Étaples, son site et constructions, son histoire et sa destruction » 24 août 2013
  12. Assemblée générale du 14 décembre 2013, rapport moral par Jean-Claude Brigeois, le président
  13. André Hanquiez, Nécrologie, André Roussel et Jacques Trodé
  14. Les membres de la société académique en 2013

##### Mémoires de la Société académique du Touquet-Paris-Plage 2014-2016
Les membres du bureau sont : Frédéric Quételard président, Philippe Lyardet Vice-Président, Alain Holuigue secrétaire perpétuel, Jean-Claude Van Celst secrétaire-adjoint, Jean Gillet secrétaire des séances, André Hanquiez trésorier.
20 décembre 2014, assemblée générale, le bureau : secrétaire-adjoint André Hanquiez, Trésorier Jean-Claude Van Celst
Évolution de la composition du bureau selon les statuts établis le 12 décembre 2015 lors de l'assemblée générale extraordinaire : 
- création du poste de trésorier-adjoint avec André Hanquiez
- suppression du poste de secrétaire-adjoint

Chantal Hanquiez est nommée secrétaire des séances.
Mort de Jean Gillet le 19 juin 2015, inhumé au Touquet-Paris-Plage, de Jeannine Ravin-Paré le 4 août 2015, inhumé au Touquet-Paris-Plage, de Pierre Baudelicque le 4 octobre 2016, de Jean-Pierre Ravin le 15 février 2016, inhumé au Touquet-Paris-Plage, de Robert Poubelle le 11 septembre 2015, membres titulaires de la Société académique du Touquet-Paris-Plage.
- Table des matières des mémoires 2014-2016 :
  1. Jacques Noyer et Philippe Lyardet, « Le Touquet-Paris-Plage en 1944 », conférence du 20 juin 2014 à l'hôtel de ville
  2. Colette Picot-Fagard, « De la dune Sanguet à la touquettoise immobilière, histoire d'un coin de forêt », séance du 21 juin 2014
  3. Frédéric Quételard, « Louis Quételart, adjoint à l'embellissement » séance du 30 août 2014
  4. Jean Gillet, « La Gaule touquettoise », séance du 18 octobre 2014
  5. Alain Holuigue, « La vie au Touquet-Paris-Plage pendant la Première Guerre mondiale », séance du 8 novembre 2014
  6. Assemblée générale du 20 décembre 2014, rapport moral par Frédéric Quételard, le président
  7. Jacques Noyer, « Comment le Touquet-Paris-Plage est devenu républicain », séance du 20 juin 2015
  8. Jean-Claude Brigeois, « Les cinq digues du Touquet-Paris-Plage », séance du 29 août 2015 et du 24 octobre 2015
  9. Jean-Claude Van Celst, « Les réfugiés au Touquet-Paris-Plage de 1914 à 1919, Chronologie des événements », conférence du 11 novembre 2015 à l'hôtel de ville
  10. Alain Holuigue, « Le Socotra, chronique d'un naufrage annoncé » conférence du 25 novembre 2015 au Centre Nautique Maritime
  11. Assemblée générale du 12 décembre 2015, rapport moral par Frédéric Quételard, le président
  12. Jean-Pierre Lepage, « À la recherche d'une télévision de qualité », séance du 23 avril 2016
  13. Frédéric Quételard, « Présentation de la société académique », séance publique du 15 mai 2016 à l'hôtel de ville
  14. Jacques Noyer, « La paroisse du Touquet pendant la guerre 1914-1918 », séance publique du 15 mai 2016 à l'hôtel de ville
  15. Philippe Lyardet, « Le Paradis des sports et l'enfer de la guerre (1914 - 1918) », séance publique du 15 mai 2016 à l'hôtel de ville
  16. Alain Holuigue, présentation du livre de Jean Descamps, « Le Touquet-Paris-Plage pendant la guerre de 1914 - 1918 », séance publique du 15 mai 2016 à l'hôtel de ville
  17. Alain Mounier-Kuhn, « Le refuge-fourrière SPA Canche-Authie de Saint-Aubin. Création, administration, fonctionnement », séance du 25 juin 2016
  18. Pierre Courbot, « Balade au Touquet-Paris-Plage entre 1912 et 1915 », séance du 27 août 2016
  19. Philippe Leleu, « Complainte pour une belle du temps jadis trop vite disparue », séance du 18 octobre 2016
  20. Assemblée générale du 17 décembre 2016, rapport moral par Frédéric Quételard, le président
  21. Nécrologie
    1. Jean Gillet par André Hanquiez
    2. Jeannine Ravin-Paré par Richard Klein
    3. Robert Poubelle par Alain Mounier-Kuhn
    4. Jean-Pierre Ravin par Frédéric Quételard

##### Mémoires de la Société académique du Touquet-Paris-Plage 2017-2019
Le 15 décembre 2019, les membres du bureau sont : président Philippe Leleu, Vice-Président Bruno Béthouart, secrétaire perpétuel Alain Holuigue, secrétaire des séances Chantal Hanquiez, trésorier Jean-Claude Van Celst et tresorière adjointe Colette Picot Fagard.
14 décembre 2019, assemblée générale.
Mort de Jacques Garet le 19 septembre 2017, de Raymond Devillers le 26 mai 2018, inhumé au Touquet-Paris-Plage, de Donald Grégoire le 31 mai 2018, de Jean Leroy le 18 novembre 2018, de Jacques Lecat le 17 décembre 2018, inhumé au Touquet-Paris-Plage, de Claude Gautier le 3 avril 2019, de Philippe Bataille le 18 avril 2019, inhumé au Touquet-Paris-Plage, membres titulaires de la Société académique du Touquet-Paris-Plage.
- Table des matières des mémoires 2017-2019 :
  - Les frères Caudron et le Touquet : brève rencontre et enthousiasme populaire par Alain Mounier-Kuhn : séance du 25 février 2017.
  - Présentation de l'ouvrage de Nicolas Lane Jackson : « sporting days & sporting ways » par Donald Grégoire : séance du 22 avril 2017.
  - L'abbé Deligny par Jacques Noyer : séance du 24 juin 2017.
  - L'enseignement libre au Touquet-Paris-Plage par Chantal Hanquiez : séance du 26 août 2017.
  - Le GHQ General Headquarters (grands quartiers général) de l'armée britannique à Montreuil-sur-Mer (avril 1916-mars 1919) par Bruno Béthouart : séance du 21 octobre 2017.
  - Hôtellerie de plein-air Stoneham par Marie-Josèphe Bette : séance du 17 février 2018.
  - Le Royal Picardy ou la folie des grandeurs par Philippe Leleu : séance du 21 avril 2018.
  - Le mystère des balayeuses-humecteuses du Touquet ou l'histoire du nettoiement de la voirie urbaine de la ville de 1900 à nos jours par Alain Mounier Kuhn : séance du 16 juin 2018.
  - 80 ans d'anecdotes et de bonheur touquettois par Arnold de Beco : séance du 20 octobre 2018.
  - Les années « Léonce » par Didier Messiaen : séance du 2 mars 2019 et du 27 avril 2019.
  - Marquise à l'âge du fer par Philippe Leleu : séance du 18 juin 2019.
  - Histoire du service des plantations par Olivier Grujon : séance du 31 août 2019.
  - Les maires du Touquet-Paris-Plage pendant les deux guerres par Alain Holuigue : séance du 31 août 2019.
  - De 1892 à 1908 : les Paris-Plageois au conseil municipal de Cucq. Délégation spéciale - adjoint spécial par Alain Holuigue : séance du 31 août 2019.
  - Le Touquet a rendez-vous avec la lune (1) par Philippe Lyardet : Journées européennes du patrimoine : séance publique du 21 septembre 2019.
  - Le Touquet a rendez-vous avec la lune (2) par Alice Oniszczyk : Journées européennes du patrimoine : séance publique du 21 septembre 2019.
  - Les plans d'urbanisme de 1948 à nos jours par Lucette Ficheux : séance du 19 octobre 2019.
  - Nécrologie : Jacques Garet, Raymond Devillers, Donald Grégoire, Jean Leroy, Jacques Lecat, Claude Gautier, Philippe Bataille.
  - La Société Académique de 2017 à 2019.

##### Mémoires de la Société académique du Touquet-Paris-Plage 2020-2022
Le 17 décembre 2022, les membres du bureau sont : président Bruno Béthouart, Vice-Président Richard Klein, secrétaire perpétuel Alain Holuigue, secrétaire des séances Chantal Hanquiez, trésorier Jean-Claude Van Celst et tresorière adjointe Colette Picot Fagard.
17 décembre 2022, assemblée générale.
Mort de Jacques Noyer le 2 juin 2020, de Jacques Breuzard le 24 mars 2021, d’André Hanquiez le 27 mars 2021, inhumé au Touquet-Paris-Plage, de Nicole Lasson (née Fanion) le 10 juin 2022, inhumée au Touquet-Paris-Plage et de Marinette Flament (née Reneau) le 6 octobre 2022, inhumée au Touquet-Paris-Plage, membres titulaires de la Société académique du Touquet-Paris-Plage.
- Table des matières des mémoires 2020-2022 :
  - Quid de l’hôtel de Paris à Paris-Plage par Pierre Courbot : séance du 8 février 2020.
  - Une mutinerie au camp d’Étaples durant la Grande Guerre par Bruno Béthouart : séance du 8 février 2020.
  - La « Mer » des droits sociaux par Jean-Pierre Lepage : séance du 17 octobre 2020.
  - Le Touquet-Paris-Plage au féminin par Alice Oniszczyk : séance du 19 juin 2021.
  - Julien Grujon, le porte-drapeau du cyclisme touquettois par Olivier Grujon : séance du 28 août 2021.
  - Résidences touquettoises de personnes célèbres des années 1910 à 1960 par Jean-Claude Brigeois : séance du 23 octobre 2021.
  - Valeo : Pourquoi Étaples - une réussite humaine et technologique par Alain Herman : séance du 13 novembre 2021.
  - La table d’Elvire Popesco par Jacques Denarcy : séance du 11 décembre 2021.
  - L’hôtel de ville dans tous ses états - petite histoire de la maison commune, conférence pour les 90 ans de l’hôtel de ville par Alain Holuigue : séance du 19 février 2022 à l’hôtel de ville.
  - Les structures enterrées du Croc de Aiglons par Didier Messiaen : séance du 9 avril 2022.
  - Villa « Banco » - le célèbre cottage à l’histoire invraisemblable par Lucette Ficheux : séance du 18 juin 2022.
  - Florilège de faits divers touquettois au XXe siècle par Olivier Grujon : séance du 3 septembre 2022.
  - L’architecture de la reconstruction (1917-1939) - construire le régionalisme ou la modernité par Richard Klein : séance du 22 octobre 2022.
  - Édouard Lévêque, bien plus qu’un historien par Alain Holuigue : séance du 17 décembre 2022.
  - Portrait d’un ancien président, Claude Froissart par Alain Mounier-Kuhn : séance du 17 décembre 2022.
- Nécrologie :
  - Jacques Noyer par Philippe Leleu.
  - Jacques Breuzard par Alain Mounier-Kuhn.
  - André Hanquiez par Bruno Béthouart.
  - Nicole Lasson par Didier Messiaen.
  - Marinette Flament par Jacques Denarcy.

La Société académique de 2020 à 2022.

## Objectifs de la Société
La Société académique diffuse ses précieuses informations, d'abord en faveur d'étudiants et de chercheurs universitaires, puis par de nombreuses expositions comme celles sous l'impulsion de l'ancien secrétaire perpétuel Patrice Deparpe Histoire et histoires de Paris-Plage, Le Paradis des Sports, Cartes et Plans de 1585-1975, avec la collaboration qu'elle a toujours apportée à la ville ou au musée qu'elle a créé et avec les documents inédits qu'elle a fournis pour la célébration du soixantième anniversaire de l'aéroport. Il n'est plus de jour aujourd'hui où la Société académique ne soit sollicitée pour communiquer, à travers des documents inédits, son savoir et sa mémoire.

## Aujourd'hui
Avec l'appui de la municipalité, la Société académique continue dans la voie du dernier alinéa de l'article 2 de ses statuts :« Prendre ou susciter toutes initiatives utiles au bon renom du pays ».
En décembre 2022, le nouveau président élu est Bruno Béthouart avec pour vice-président Richard Klein et le secrétaire perpétuel Alain Holuigue, passionné lui aussi, comme son père Fernand Holuigue.
La Société académique a ses bureaux situés dans l'ancienne maison du maître de phare qui se trouve au pied du phare, dans le square Paul-Rivet.
Fin décembre 2023, la Société académique fait rénover la plus ancienne affiche connue ayant pour thème la station et datant de 1882.

## Bureau de la société académique depuis sa fondation

### Présidents
- 1906-1909 Maurice Garet
- 1909-1911 Édouard Lévêque
- 1912-1919 Joseph-Louis Sanguet
- 1919-1922 Adrien Perret-Maisonneuve
- 1923-1925 Léon Thomas
- 1926-1928 Édouard Lévêque
- 1929-1931 Adrien Perret-Maisonneuve
- 1932-1934 Édouard Lévêque
- 1935-1937 Georges Lefèvre
- ... la Société académique est en sommeil...
- 1966-1970 Pierre Garet
- 1970-1973 Jean Chauvet
- 1976-1980 Bernard Maire
- 1983-1985 Jacques Noyer
- 1985-1988 Pierre Ravin
- 1988-1990 Claude Froissart
- 1991-1993 Alain Mounier-Kuhn
- 1994-1996 Jacques Breuzard
- 1997-1999 Francis Grardel
- 2000-???? Edmond Brouzes
- ????-2004 Jacques Breuzard
- 2005-2007 Jacques Garet
- 2008-2010 Christiane Chéron
- 2011-2013 Jean-Claude Brigeois
- 2014-2016 Frédéric Quételard
- 2017-2019 Philippe Lyardet
- 2020-2022 Philippe Leleu
- 2022-     Bruno Béthouart

### Vice-présidents
- 1906-1909 Édouard Lévêque
- 1909-1910 Émile Duforets
- 1910-1911 Joseph-Louis Sanguet
- 1912-1919 Adrien Perret-Maisonneuve
- 1919-1922 Léon Thomas
- 1923-1925 Henri Greisch
- 1925-1927 Fernand Buisset
- 1928-1930 Léon Soucaret
- 1931-1933 Charles Bernier
- ---1934---Georges Lefèvre
- 1935-1937 Édouard Champion

... la Société académique est en sommeil...
- 1966-???? Jean Chauvet
- 1970-1972 Pierre Garet
- 1973-???? Bernard Maire
- 1976-???? Raymond Wable
- 1980-1982 Jacques Noyer
- 1983-1985 Jean Chauvet
- 1986-1987 Claude Froissart
- ????-1989 Jeannine Ravin-Paré
- 1990-1993 Pierre Baudelicque
- 1994-1996 Francis Grardel
- 1997-1999 Jeanine Ravin

...
- ????-2007 Christiane Chéron
- 2008-2010 Jean-Claude Brigeois
- 2011-2013 Frédéric Quételard
- 2014-2016 Philippe Lyardet
- 2017-2018 Donald Grégoire
- 2018-2020 Philippe Leleu
- 2020-2022 Bruno Béthouart
- 2022-     Richard Klein

### Secrétaire perpétuel
Poste créé par décision du bureau le 18 avril 1909
- 1909-1937 Maurice Garet

… la Société académique est en sommeil …
- 1966-1970 Léon Saxer, architecte
- 1971-1987 Fernand Holuigue, secrétaire général de la mairie
- 1987-1995 Jean Couppé-Jacquart
- 1996-2004 Jacques Garet
- 2005-2010 Patrice Deparpe
- 2010-2011 Jacques Garet
- 2011-en cours Alain Holuigue

### Secrétaires et secrétaire des séances
- 1906-1908 Charles Delambre
- 1988-1995 Edmond Brouzes

...
- 1997-1999 Patrice Deparpe

...
- 2003-???? Patrice Deparpe
- 2005-2010 Jacques Lecat
- 2011-2013 Philippe Lyardet
- 2014-2015 Jean Gillet
- 2016-en cours Chantal Hanquiez

### Secrétaires-adjoints
- 1908-1911 Lucien Ramet
- 1912-1932 Jules Pouget
- 1932-1935 Paul Bienfait
- 1936-1937 Léon Saxer

... la Société académique est en sommeil...
- 1966-1971 Fernand Holuigue
- 1983-???? Feuillet
- 1986-???? Michel Moquet
- 1989-1994 Annie Lecointe
- 1998-???? Patrick Bonaventure

...
- 2005-2012 Philippe Lyardet
- ---2013---Jean Gillet
- ---2014---Jean-Claude Van Celst
- ---2015---André Hanquiez

Suppression de ce poste le 12 décembre 2015

### Trésoriers
- 1906-1908 Charles Delambre
- 1908-1912 Georges Térouanne
- 1912-1937 Maurice Garet

... la Société académique est en sommeil...
- 1970-1971 André Gressier
- 1976-1987 Henriette Morot de Pazis
- 1987-2014 André Hanquiez
- 2015-en cours Jean-Claude Van Celst

### Trésoriers-adjoints
Création de ce poste le 12 décembre 2015
- 2016-2018 André Hanquiez
- 2019-en cours Colette Picot-Fagard